# Бердимухамедов Сердар Гурбангулийович
Сердар Гурбангулийович Бердимухамедов (туркм. Serdar Gurbangulyýewiç Berdimuhamedow ; 22 вересня 1981, Ашхабад, Туркменська РСР, СРСР) — туркменський політичний діяч, чинний Президент Туркменістану з 19 березня 2022 року. Єдиний син другого президента Туркменістану Гурбангули Бердимухамедова, раніше обіймав кілька посад в уряді за авторитарного правління батька. З 2022 року вони поділяють вплив і владу. Сердар набрав 73% голосів на виборах 2022 року, які не вважаються вільними, цим успадкував тоталітарне правління.

## Біографія
Сердар Бердимухамедов народився 22 вересня 1981 року в місті Ашхабаді, в сім'ї лікаря-стоматолога Гурбангули Мяликгуєвича Бердимухамедова. Мати Сердара Бердимухамедова — Огулгерек Атаївна Бердимухамедова за деякими даними є ровесницею свого чоловіка та його двоюрідною сестрою, будучи за професією педагогом. Ім'я «Сердар» з туркменської мови перекладається як «вождь» або «очільник», і є популярним чоловічим ім'ям у Туркменістані. У Сердара Бердимухамедова двоє сестер — Гульджахан та Гульшан. Про вік його сестер немає даних, через що невідомо, чи є Сердар старшим із дітей, чи ні.
Закінчив Сердар Бердимухамедов середню школу в Ашгабаті наприкінці 90-х років, там же 2001 року закінчив Туркменський сільськогосподарський університет імені С. А. Ніязова за спеціальністю «інженер-технолог». Приблизно в цей період, у 1997 році його батько розпочав політичну діяльність, ставши одразу міністром охорони здоров'я та медичної промисловості, а у 2001 році паралельно одним із заступників голови Кабінету міністрів країни, на чолі якого перебував президент Сапармурат Ніязов.
Після випуску з університету в 2001 році 20-річний Сердар Бердимухамедов почав працювати одразу головним спеціалістом в Управлінні зовнішньоекономічних відносин Асоціації харчової промисловості Туркменістану — державної організації. Тим часом, за офіційними даними, в 2001—2003 роках він проходив військову службу в лавах Збройних сил Туркменістану, і за неофіційними даними, фактично не проходив її, відслуживши лише на папері, і продовжуючи працювати в Асоціації харчової промисловості країни. У цей час його батько Гурбангули Бердимухамедов продовжував працювати на посаді міністра охорони здоров'я та медичної промисловості, а також паралельно заступником голови Кабінету міністрів республіки. Знову ж таки, згідно з офіційними даними, з 2003 по 2006 рік Сердар Бердимухамедов працював головним спеціалістом основного відділу з плодоовочевої промисловості у тій же Асоціації харчової промисловості, а після приходу до вершини влади (тобто до президентства) свого батька у грудні 2006 року, після смерті офіційно довічного президента — «Вічно Великого Сапармурату Туркменбаші», став головним спеціалістом Управління з пивної, безалкогольної та винної промисловості Асоціації харчової промисловості. Повідомляється, що на той час сім'я Бердимухамедових та їхні родичі практично повністю монополізували харчову та продовольчу промисловість країни, а особисто Сердар Бердимухамедов особливо процвітав у винному та алкогольному бізнесі країни. Пішов з роботи у 2008 році з Асоціації харчової промисловості, яка є фактично монопольним та наглядово-каральним органом у країні у сфері продовольства, але при цьому зберігаючи неофіційні численні бізнеси у вищезазначених сферах.
У 2008—2011 роках, не маючи дипломатичної або іншої подібної спеціалізованої освіти, він вважався радником-посланником у посольстві своєї країни в Російській Федерації, в Москві. Повідомлялося, що у 2011 році, будучи під час своєї дипломатичної служби у російській столиці, він закінчив Дипломатичну академію МЗС Російської Федерації за програмою другої вищої освіти за спеціальністю «міжнародні відносини».
У 2011—2013 роках вважався радником у постійному представництві Туркменістану при офісі Організації Об'єднаних Націй у Женеві (Швейцарія), одночасно — слухачем престижного Женевського центру безпекової політики. Закінчив програму даного центру за напрямом «європейська та міжнародна безпека». Після повернення зі Швейцарії в 2013 році, призначений начальником відділу з європейських країн Міністерства закордонних справ Туркменістану, і, відповідно, Сердар Бердимухамедов безпосередньо почав опікуватися зовнішньою політикою своєї країни по відношенню до країн Європи до 2014 року, коли пішов з роботи з МЗС.
У 2013 році він одночасно був призначений заступником директора Державного агентства з управління та використання вуглеводневих ресурсів Туркменістану — одного з найбагатших та найвпливовіших відомств країни. Пропрацював у цьому відомстві як заступник директора до 2016 року. У серпні 2014 року став кандидатом технічних наук, у липні 2015 року — доктором технічних наук.
У 2016—2017 роках — начальник Департаменту з міжнародної інформації МЗС Туркменістану. У листопаді 2016 року обраний депутатом тоді ще однопалатного Меджлісу Туркменістану V скликання на додаткових виборах на вакантні депутатські місця від владної Демократичної партії. 20 березня 2017 року обраний головою Комітету з законодавства та його норм у тому ж скликанні Меджлісу Туркменістану. 27 жовтня 2017 року йому присвоєно звання підполковника та разом з ним вручено медаль імені його діда " Мялікгули Бердимухамедов " з формулюванням «за заслуги перед вітчизною та народом». Під час нагородження він був одягнений у парадну військову форму. На чергових парламентських виборах 25 березня 2018 року обраний депутатом тоді ще однопалатного Меджлісу Туркменістану VI скликання, знову від правлячої Демократичної партії.
Будучи ще депутатом парламенту країни, 30 березня 2018 року призначений одним із заступників міністра закордонних справ Туркменії Рашида Мередова, хоча виборчий кодекс країни забороняє депутатам Меджлісу займати інші державні посади або пости, а також займатися бізнесом. Як заступник міністра закордонних справ працював до 1 січня 2019 року, будучи при цьому депутатом. З 1 січня 2019 року став одним із заступників хякімі (тобто губернатора) Ахалського велаята (тобто області) — чи не найголовнішого та центрального регіону країни, всередині якого розташована столиця. 18 червня 2019 року президент Туркменістану Гурбангули Бердимухамедов призначив Сердара Бердимухамедова (тобто свого сина) вже безпосередньо хякімом Ахалського велаята. Весь цей час, порушуючи закон, він одночасно продовжував бути депутатом парламенту Туркменії, склавши свій мандат лише у лютому 2020 року.
7 лютого 2020 року президентом і водночас своїм батьком він був призначений міністром промисловості Туркменістану, тримаючи цей міністерський портфель рівно рік — до 11 лютого 2021 року. Того ж дня його було призначено віце-прем'єр-міністром Туркменістану. До цього в країні була така посада («віце-прем'єр-міністр»). У країні немає посади «прем'єр-міністра», а головою Кабінету міністрів Туркменістану є сам президент, будучи і главою держави, і главою уряду. Тому в Туркменістану не використовують термінологію «прем'єр-міністр» навіть на неофіційному рівні, тому що і президентом, і головою уряду є та сама людина — Гурбангули Бердимухамедов. Ця традиція започаткована ще Сапармуратом Ніязовим, і в незалежному Туркменістані ніколи не було окремого голови уряду. А введення посади «віце-прем'єр-міністра» звело Сердара Бердимухамедова, який обійняв її, на другий щабель в ієрархії керівництва країни, відтіснивши заступників Кабінету міністрів, а також спікера нижньої палати парламенту.
Тоді ж 11 лютого 2021 року він одночасно був призначений головою Вищої контрольної палати Туркменістану та членом Державної ради безпеки Туркменістану. На обох посадах протримався до 9 липня 2021 року, після залишаючись лише віце-прем'єр-міністром.
14 лютого Демократична партія оголосила Сердара Бердимухамедова своїм кандидатом у президенти на позачергових виборах, які призначили після заяви чинного президента про бажання відійти від влади.

## Сім'я та особисте життя
Сердар Бердимухаммедов одружений з 2001 року (тобто одружився у 20-річному віці), і за деякими даними має чотирьох дітей — сина та трьох дочок. Про ім'я і біографію його дружини нічого невідомо, але є чутки, згідно з якими, як і мати, його дружину теж звати Огулгерек. Згідно з деякими даними, один з улюблених онуків Гурбангули Бердимухамедова — Керимгули (народився в 2002 році), який часто з'являється зі своїм дідусем на публіці, є сином Сердара Бердимухамедова. Згідно з іншими даними, Керимгули є сином Гульджахан — сестри Сердара і дочки Гурбангули Бердимухамедових. Відомо, що ймовірно двох із трьох дочок Сердара Бердимухамедова звуть Огулбабек або Огульбябек (2004 року народження) та Айгуль (2008 року народження).
Особисте життя президентської сім'ї не афішується і всіляко приховується. Туркменським опозиційним ЗМІ свого часу вдалося з'ясувати, що троє дітей (повідомляється що це Керимгули, Огулбябек та Айгуль) Сердара Бердимухамедова навчалися у престижній та дорогій Міжнародній школі Ecolint під час його роботи та навчання у швейцарській Женеві. У 2020 році вартість року навчання у цьому закладі становить майже 35 тисяч швейцарських франків, або близько 36 тисяч доларів США. Додатково ще близько 7 тисяч доларів складає плата за реєстрацію та різні внески та витрати. Через відкритість даних цієї школи стало відомо, що Керімгули має закінчити цю школу у 2021 році, Огульбябек у 2023, а Айгуль у 2027 році. Але туркменським опозиційним ЗМІ стало відомо, що всі вони так і не закінчили цю школу, повернулися зі своїм батьком до Туркменії в 2013 році, а в школі не стали відповідати на запитання цих ЗМІ, чи є вони діючими учнями, чи ні.

## Нагороди та звання
- Медаль «Magtymguly Pyragy».
- Медаль «Мяліккулі Бердимухаммедов» (2017) — За заслуги перед вітчизною та народом.
- Заслужений тренер Туркменістану (2017) — За великі заслуги та особистий внесок у розвиток та підвищення міжнародного престижу та прославлення туркменського спорту, його популяризацію, підготовку спортсменів, які успішно виступили на Ашхабаді з 17 по 27 вересня 2017 року. і з бойових мистецтв, у забезпечення високих спортивних досягнень їх переможців і призерів, які стали можливими завдяки навчанню їх тонкощів, прийомам та зразковим напрямкам спортивної майстерності, у практичну реалізацію методичних рекомендацій, пов'язаних з підготовкою спортсменів та команд вищої категорії, проведенням навчально-тренувальної та діяльності у сфері спорту.
- Заслужений собаківник Туркменістану (туркм. Türkmenistanyň at gazanan itşynasy) (21.04.2021)[14].